# O mały głos
O mały głos (ang. Little Voice) – brytyjski muzyczny film komediowy z 1998 roku w reżyserii Marka Hermana, zrealizowany na podstawie sztuki The Rise and Fall of Little Voice autorstwa Jima Cartwrighta. Zdjęcia kręcono w Scarborough w hrabstwie North Yorkshire.

## Główne role
- Jane Horrocks – LV
- Brenda Blethyn – Mari Hoff
- Michael Caine – Ray Say
- Ewan McGregor – Billy
- Philip Jackson – George
- Annette Badland – Sadie
- Jim Broadbent – Pan Boo

i inni

## Opis fabuły
Mari Hoff, zwana także Małym Głosem, to nieśmiała dziewczyna. Całe noce spędza na słuchaniu starych płyt jej zmarłego ojca. Kiedy w nocy odwiedza ją jego duch, śpiewa mu przeboje Marilyn Monroe i Judy Garland. Pewnego dnia słyszy ją trzeciorzędny agent, który dostrzega u niej talent i postanawia ją wypromować.